# کانالونیا
کانالونیا (به ایتالیایی: Cannalonga) یک کومونه در ایتالیا است که در استان سالرنو واقع شده‌است.

## خصوصیات
کانالونیا ۱۷ کیلومترمربع مساحت و ۱٬۱۴۴ نفر جمعیت دارد و ۵۷۰ متر بالاتر از سطح دریا واقع شده‌است.